# Fjæsing
Fjæsingen (Trachinus draco) er en op til 50 cm lang pigfinnefisk med lange finner på bagkroppen og med giftpigge i den forreste rygfinne og ved gællelågene. Fisken har karakteristiske pletter og striber i gulbrunt, blåt eller grønt. Den vejer op til 1,9 kilo og kan nå en alder af 14 år.

## Navn
Navnet fjæsing kommer af oldnordisk fjörsungr af en rod med betydningen «broget, stribet». Det videnskabelige artsnavn, Trachinus draco, betyder "hård drage", af græsk trachys = hård.

## Levevis
Om dagen er fjæsingen en bundfisk, der ligger nedgravet i sandet, og derfor er særlig glad for de grunde områder med sandbund nær kysten.
Om natten svømmer fjæsingen frit i vandet, på jagt efter små krebsdyr. Sidst på sommeren overtager småfisk som det vigtigste bytte. Om vinteren trækker den ud på 20-30 meters dybde, fordi vandet her er varmere end tæt på kysten. Den ophører da nærmest med at spise, og i marts/april har 98 % af fjæsingerne tomme maver, før de igen begynder at tage føde til sig. Gydningen foregår i juni-august.
Fjæsingen er udbredt fra Trondheimsfjorden i nord til Middelhavet og Nordafrika, men lever ikke i Østersøens lavere saltholdighed.

## Anvendelse
Fjæsing er en delikat spisefisk. I 2023 blev 600 ton fanget i Kattegat, og 90% eksporteres.

## Giften dracotoxin
Fjæsingens pigge har en fure på hver side, hvor giften dracotoxin («dragegift») produceres. Giftkirtlerne findes også ved gællelågene, så uanset om en fjæsing er død eller levende, må man aldrig holde den bag gællerne, som man ellers gør ved andre fisk. 
Dens stik er meget smertefuldt, og forgiftning af dracotoxin viser sig ved feber og hovedpine, kvalme, svimmelhed og ledsmerter. I alvorlige tilfælde kan man få hjerterytmeforstyrrelser, kramper og åndedrætsbesvær. Giftstoffet nedbrydes ved 45-50 varmegrader, hvorfor man ved stik bør anbringe stikstedet i varmt vand, eventuelt te eller kaffe, medbragt på termokande, men ikke skoldvarmt. Da stikkene ofte ledsages af infektioner med usædvanlige bakterier, kan antibiotisk behandling være påkrævet.